# Uwe Kröger

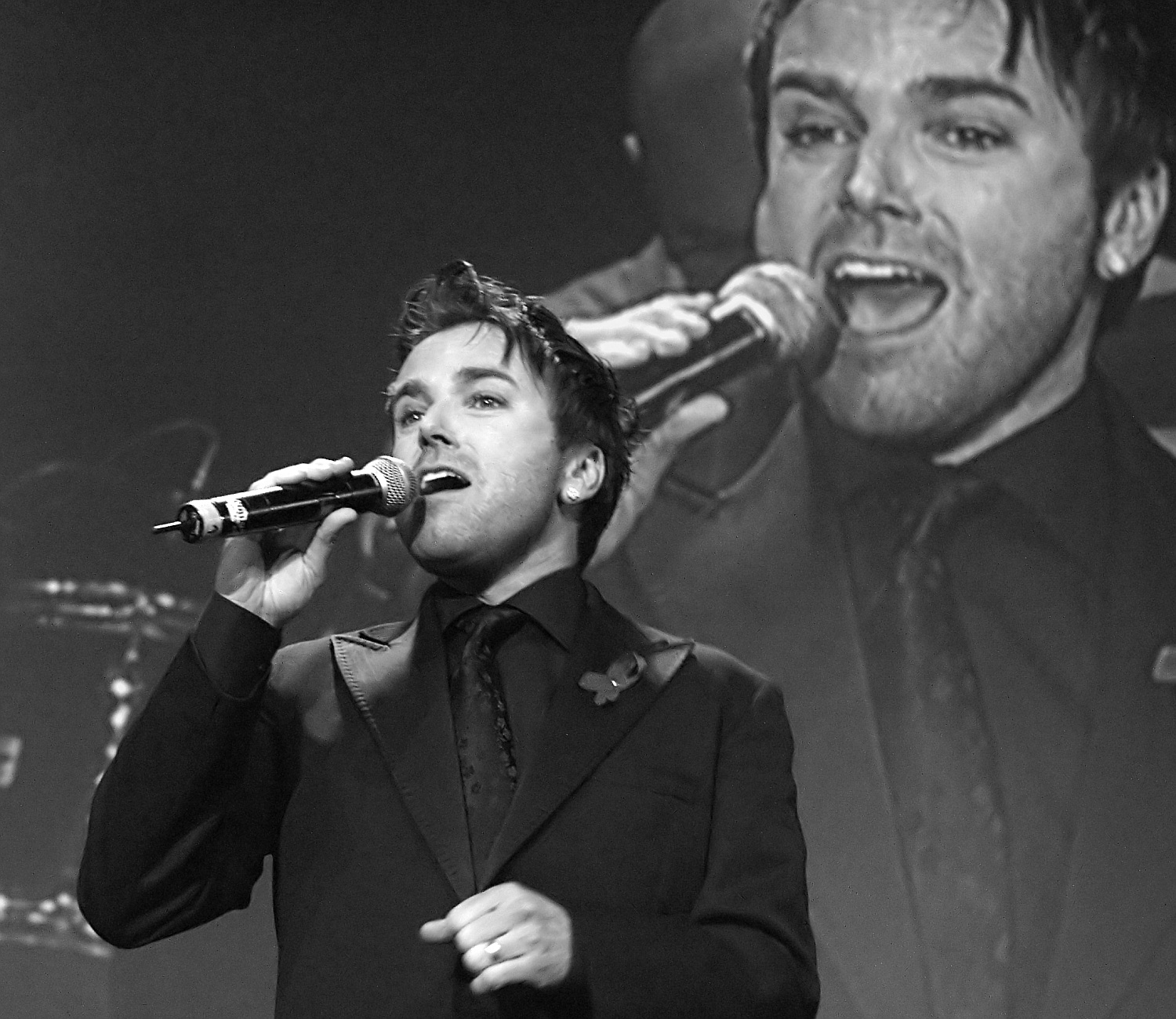
Uwe Kröger beim Benefiz-Konzert Cover me im Kölner E-Werk, 2006

Uwe Kröger (* 4. Dezember 1964 in Methler) ist ein deutscher Musicaldarsteller.

## Werdegang

### Kindheit und Jugend
Uwe Kröger wuchs zusammen mit seiner sieben Jahre älteren Schwester und seinem jüngeren Bruder auf einem umgebauten Bauernhof in Hamm auf. Er besuchte das Freiherr-vom-Stein-Gymnasium in Hamm mit naturwissenschaftlichem Schwerpunkt. Während der Schulzeit sang er in einem sogenannten Gospel-Chor, und 1979 gründete er mit einem Freund die Band Saitensprung. Nach dem Abitur arbeitete er als Zivildienstleistender in der Jugendpsychiatrie. Kröger beteiligte sich im Rahmen eines städtischen Kulturprojektes als Sänger bei verschiedenen Musical-Revuen. Ursprünglich plante er, Kunsttherapeut, Zahnarzt oder Architekt zu werden. Als er jedoch bei einer Veranstaltung in Hamm den Titel Aquarius aus Hair sang und auf große Resonanz stieß, änderte sich die Lebensplanung, und er begann ein Studium an der Universität der Künste Berlin (UDK) in den Fächern Gesang, Schauspiel und Tanz.

### Die Jahre nach dem Studium
Kurz vor Beendigung seiner Ausbildung spielte Kröger in der Bochumer Premiere von Starlight Express. Danach trat er im Wiener Raimundtheater in Les Misérables auf. 1990 war er in der Rolle des Jesus und des Annas in Jesus Christ Superstar bei den Freilichtspielen Schwäbisch Hall zu sehen und wurde daraufhin in die niederländische Version von Les Misérables nach Amsterdam geholt, wo er neben den Rollen Enjolras und Feuilly, die er spielte, auch als Regieassistent arbeitete. Danach ging Kröger nach Essen, wo er die Rolle des Ziggy in Starmania übernahm. Später ging es nach Regensburg, wo er erneut als Jesus in Jesus Christ Superstar auftrat. Dann ging es für ihn zurück nach Wien, wo er in der The Rocky Horror Show den Frank N. Furter verkörperte. Auch in der von Marcel Prawy präsentierten Jubiläumsaufführung von Bernsteins Mass sang er.
Sein Durchbruch gelang ihm, als er 1992 bei der Uraufführung des Musicals Elisabeth im Theater an der Wien an der Seite von Pia Douwes und Viktor Gernot den „Tod“ spielte.

### Die Zeit nachElisabeth

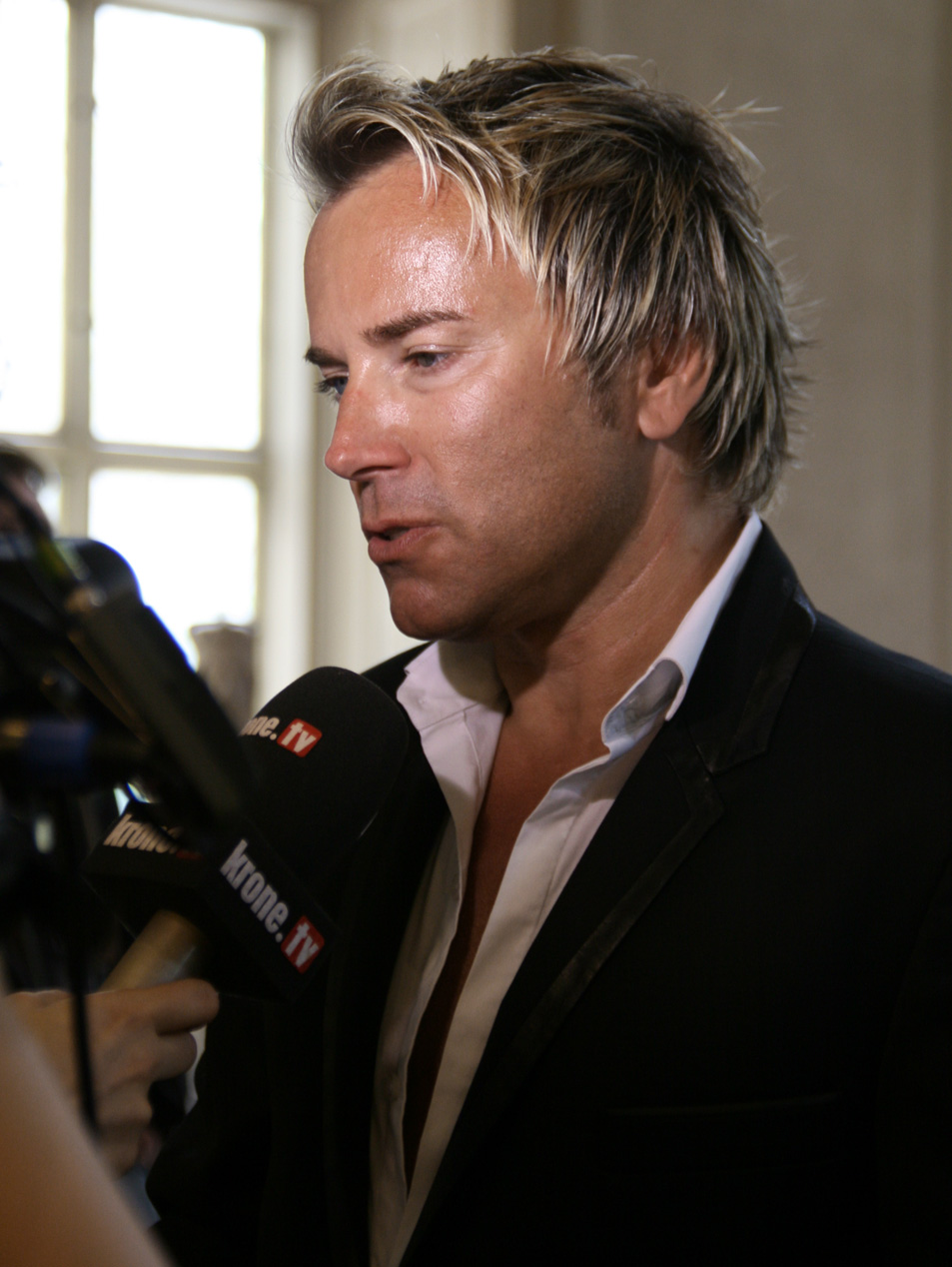
Uwe Kröger, 2010

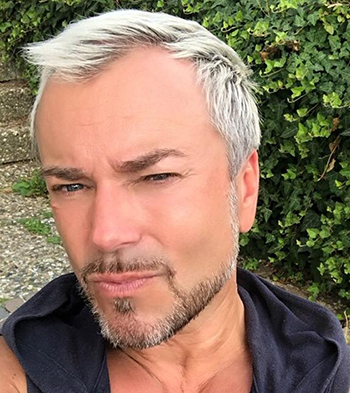
Uwe Kröger, 2019

Seit den frühen 1990er-Jahren ist Kröger auch als Schauspieler tätig, beispielsweise in Form von Gastauftritten in den Serien Polizeiruf 110 (1994) und Kommissar Rex (1995).
1994 übernahm Kröger die männliche Hauptrolle des GI Chris in der deutschsprachigen Erstaufführung von Miss Saigon. 1995 folgte die Hauptrolle des erfolglosen Drehbuchautors Joe Gillis in der deutschsprachigen Erstaufführung von Andrew Lloyd Webbers Sunset Boulevard in Niedernhausen. 1999 spielte er in der Welturaufführung von Sylvester Levays und Michael Kunzes Mozart! in Wien die Rolle des Fürsterzbischofs Hieronymus Colloredo. Von Oktober 2000 bis Februar 2001 sang Kröger im Londoner West End die Rolle des Napoleon im gleichnamigen Stück, einer Europapremiere.
2001 und 2002 unternahm Kröger erfolgreiche Abstecher in das Genre der Operette und war im Ronacher in Wien als Felix in Bezauberndes Fräulein von Ralph Benatzky zu sehen. In Berlin spielte er von September 2003 bis Dezember 2004 im Theater des Westens die Rolle des Inspektors Javert in Les Misérables, danach die des Kardinal Richelieu in der deutschen Erstaufführung von 3 Musketiere.
Im Jahr 2004 synchronisierte Kröger an der Seite von Jana Werner die Titelrolle in der Verfilmung von Das Phantom der Oper.
Im Jahr 2006 sang er die männliche Hauptrolle Maxim de Winter in Levays und Kunzes Musical Rebecca, das nach der Vorlage von Daphne du Mauriers Roman Rebecca seine Welturaufführung im Wiener Raimundtheater erlebte, und übernahm im Essener Colosseum Theater die Rolle als Erik in Das Phantom der Oper nun auch in der Musical-Version.
2007 übernahm er in Graz die Rolle des Abraham van Helsing in Dracula – Das Musical.
In der Wiener Fassung des Musicals Rudolf – Affaire Mayerling, das am 26. Februar 2009 im Raimundtheater uraufgeführt wurde, war Kröger in der Rolle des Ministerpräsidenten Eduard Graf Taaffe zu sehen.
Ende 2009 entstand Krögers erste Solo-DVD mit dem Titel Absolut Uwe in der Wiener Stadthalle. Mit demselben Programm folgte im Jahr 2010 eine Tour durch Österreich und Deutschland.
2014 erschien seine Autobiografie Ich bin, was ich bin: Mein Leben.
Im Frühjahr 2016 wurde bekannt, dass Kröger die Rolle des Dr. Gudden im Musical Ludwig² in Ludwigs Festspielhaus (Füssen) übernehmen würde, die er bis heute spielt.
Neben unter anderem der Fortführung seines Engagements in Die Päpstin debütierte Kröger 2019 bei den Schlossfestspielen Zwingenberg als Merlin in Artus – Excalibur. Im Oktober 2019 gab er mit Monty Python’s Spamalot am Theater Hof sein Regie-Debüt. Ab Ende 2019 verkörperte er erneut das Phantom der Oper – in der Sasson/Sautter-Version.

### Privates
Kröger lebte bis zum Jahr 2015 unter anderem in Wien und Darmstadt.
Von 1996 bis 2015 war er mit dem Kardiologen Christopher Wolf liiert.
2009 trennte sich Kröger trotz laufendem Vertrages nach 15 Jahren Zusammenarbeit von seiner langjährigen Managerin Marika Lichter, mit der er zwanzig Jahre lang auch privat befreundet gewesen war. Der Rechtsstreit kam vor Gericht und endete nach mehreren Verhandlungen im September 2021 zugunsten Uwe Krögers.
Seit 2015 wohnt er in Barcelona mit seinem spanischen Lebensgefährten zusammen.
Am 28. Juli 2016 wurde ein Insolvenzverfahren über Krögers Vermögen eröffnet, seit Anfang 2019 ist er schuldenfrei.

## Auszeichnungen
Beim Opernball 1997 wurde Kröger von der Zeitschrift Die Bühne als „bester Jungschauspieler“ des Jahres 1996 ausgezeichnet, und im Jahre 2000 erhielt er von derselben Zeitschrift den Publikumspreis als „bester Musicaldarsteller“. 1997 wurde er auch mit dem ersten „I.M.A.G.E.-Award“ der Musicalfreunde Deutschlands als bester Musical-Darsteller für seine Interpretation des Gillis in Sunset Boulevard geehrt. 1998 wurde er vom Goldenen Künstlermagazin in der Sparte Musical-Darsteller als „Künstler des Jahres 1998“ ausgezeichnet. Er sahnte bereits 13 Mal den Titel „Deutschlands Musical-Star Nr. 1“ der Fachzeitschrift Musicals ab, im Jahr 2001 sogar gleichzeitig als bester nationaler und internationaler Darsteller (Napoleon/Elisabeth). Außerdem gewann er Wahlen der Da Capo zur „schönsten männlichen Stimme“ und als „bester männlicher Darsteller“.
Am 22. Mai 2015 erhielt Kröger aus den Händen von Kanzleramtsminister Josef Ostermayer das Goldene Ehrenzeichen für Verdienste um die Republik Österreich.
Beim Österreichischen Musiktheaterpreis 2015 wurde er mit dem „Krone Musicalpreis“ ausgezeichnet.
2023 erhielt er die Goldene Sonne 2023 als Hauptdarsteller der deutschsprachigen Erfolgsproduktion „Das Phantom der Oper“.

## Engagements

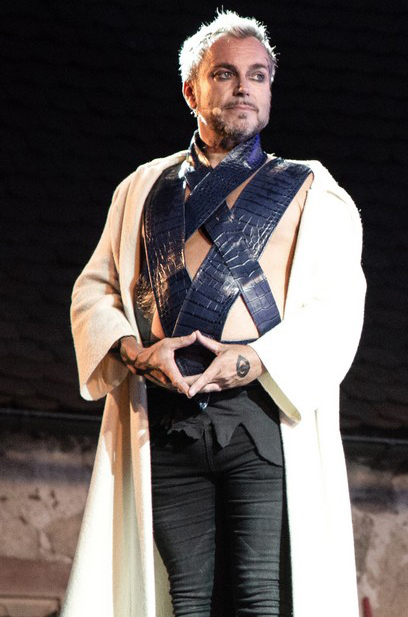
Uwe Kröger in Artus – Excalibur, 2019

- 1987: Godspell (Theater der Stadt Hamm, Hamm) – als Jesus
- 1987: The Rocky Horror Show (Berliner Kammerspiele, Berlin) – als Eddie
- 1987–1988: Vom dicken Schwein, das dünn werden wollte (Berliner Kammerspiele, Berlin) – als Quak-Quak
- 1988–1989: Starlight Express (Starlighthalle, Bochum) – als Swing (cover Rusty und Flat-Top)
- 1989–1990: Les Misérables (Raimundtheater, Wien) – als Marius, Enjolras und Swing
- 1990: Jesus Christ Superstar (Freilichtspiele Schwäbisch Hall, Schwäbisch Hall) – als Jesus und Annas
- 1991: Les Misérables (Koninklijk Theater Carré, Amsterdam) – als Enjolras und Feuilly
- 1992: Starmania (Aalto-Theater, Essen) – als Ziggy
- 1992: Jesus Christ Superstar (Städtische Bühnen, Regensburg) – als Jesus
- 1992–1994: Elisabeth (Theater an der Wien, Wien) – als „Der Tod“
- 1993: Mass (Brucknerhaus, Linz)
- 1993: The Rocky Horror Show (Raimundtheater, Wien) – als Frank N. Furter
- 1994–1995: Miss Saigon (Apollo Theater, Stuttgart) – als Chris
- 1995–1997: Sunset Boulevard (Rhein-Main-Theater, Niedernhausen) – als Joe Gillis
- 1996–1997: Elisabeth (Theater an der Wien, Wien) – als „Der Tod“
- 1997–1999: Die Schöne und das Biest (Palladium Theater, Stuttgart) – als das Biest
- 1998–1999: Cabaret (Sofiensäle, Wien) – als Conférencier
- 1999: Miss Saigon (Apollo Theater, Stuttgart) – als Chris
- 1999–2000: Mozart! (Theater an der Wien, Wien) – als Colloredo
- 2000: Joseph and the Amazing Technicolor Dreamcoat (Raimundtheater, Wien) – als Pharao
- 2000–2001: Napoleon (Shaftesbury Theatre, London) – als Napoleon
- 2001–2002: Bezauberndes Fräulein (Ronacher, Wien) – als Felix[14]
- 2001–2003: Elisabeth (Colosseum Theater, Essen) – als „Der Tod“
- 2003: The Wild Party (Pölz-Halle, Amstetten) – als Burrs
- 2003–2004: Les Misérables (Theater des Westens, Berlin) – als Inspektor Javert
- 2004–2005: The Wild Party (Stadttheater Klagenfurt, Klagenfurt) – als Burrs
- 2005: Mitsuko (MuseumsQuartier, Wien) – als Graf Coudenhove-Kalergi
- 2005–2006: 3 Musketiere (Theater des Westens, Berlin) – als Kardinal Richelieu
- 2006: Mozart! (Theater an der Wien, Wien) – als Colloredo
- 2006: Das Phantom der Oper (Colosseum Theater, Essen) – als Erik
- 2006–2008: Rebecca (Raimundtheater, Wien) – als Maxim de Winter
- 2007: Dracula (Kasemattenbühne, Graz) – als Abraham Van Helsing
- 2008: Elisabeth (Theater des Westens, Berlin) – als „Der Tod“
- 2009–2010: Rudolf – Affaire Mayerling (Raimundtheater, Wien) – als Eduard Graf Taaffe
- 2009–2010: Elisabeth (Alte Oper, Frankfurt) – als „Der Tod“
- 2011–2019: The Sound of Music (Salzburger Landestheater, Salzburg) – als Kapitän Georg von Trapp[15]
- 2012: Hairspray (Deutsches Theater München, München und Zeltpalast Merzig, Merzig) – als Edna Turnblad
- 2013: Der Besuch der alten Dame (Thunerseespiele, Thun) – als Alfred Ill
- 2013–2014: La Cage aux Folles (Salzburger Landestheater, Salzburg) – als Albin/Zaza[16]
- 2014: Der Besuch der alten Dame (Ronacher, Wien) – als Alfred Ill
- 2014: The Addams Family (Zeltpalast Merzig, Merzig und Musical Theater Bremen, Bremen) – als Gomez Addams
- 2015: The Sound of Music (Prinzregententheater, München) – als Georg von Trapp
- 2015–2016: Annie (Salzburger Landestheater, Salzburg) – als Oliver Warbucks[17]
- 2016–2017: Monty Python's Spamalot (Salzburger Landestheater, Salzburg) – als König Artus[18]
- 2016–2017: Nostradamus (Tiroler Landestheater Innsbruck, Innsbruck) – als Nostradamus
- 2016–2019: Ludwig² (Ludwigs Festspielhaus, Füssen) – als Dr. Gudden
- 2017–2018: Die Päpstin (Gebläsehalle Neunkirchen, Neunkirchen) – als Aeskulapius
- 2017–2018: Doctor Dolittle (Salzburger Landestheater, Salzburg) – als Dr. John Dolittle[19]
- 2018: Hairspray (Deutschland-Tournee) – als Edna Turnblad
- 2018: The Rocky Horror Show (Schlossfestspiele Zwingenberg, Zwingenberg) – als Erzähler
- 2018: Heidi (MuseumsQuartier, Wien) – als Alm-Öhi
- 2018–2019: Annie (Im Wizemann, Stuttgart) – als Oliver Warbucks
- 2018–2019: Das Phantom der Oper (Deutschland-Tournee) – als Perser
- 2018–2019, 2022, 2023: Die Päpstin (Theaterhaus Stuttgart, Stuttgart und Festspielhaus Neuschwanstein, Füssen) – als Aeskulapius
- 2019: Artus – Excalibur (Schlossfestspiele Zwingenberg, Zwingenberg) – als Merlin
- 2019: Monty Python's Spamalot (Theater Hof, Hof) – als Regisseur
- 2021: Zeppelin – Das Musical (Festspielhaus Füssen) – als Friedrich Graf von Zeppelin
- 2022: La Cage aux Folles (Eutiner Festspiele) – als Albin/Zaza
- 2023–2024: Das Phantom der Oper (Deutschland-Tournee) – als Phantom
- 2024: Monty Python’s Spamalot (Bühne Baden) – als Artus
- 2024: Eine Weihnachtsgeschichte (Deutsches Theater München und Tournee) – als Ebenezer Scrooge

## Diskografie
Solo-Alben und -Singles
- 1994: Boulevard der Sehnsucht
- 1994: Böse Jungs
- 1994: Siebzehn Stufen
- 1996: Favourites
- 2000: Only the Best – Seine größten Musicalerfolge
- 2002: You saved my life
- 2002: Musical Moments
- 2002: Musical Moments Volume 2
- 2003: From Broadway to Hollywood
- 2004: All I want

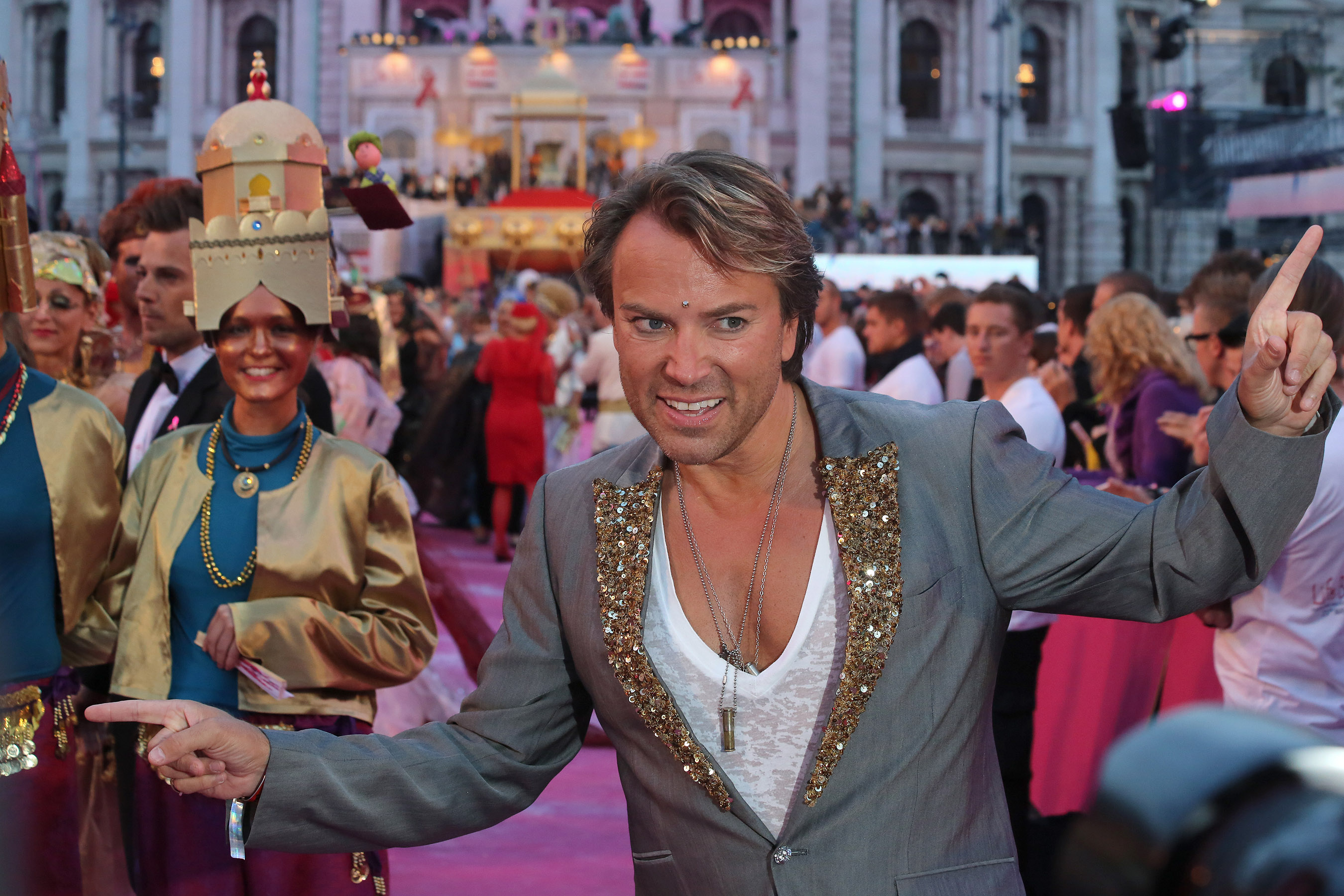
Uwe Kröger auf dem Life Ball, 2013

- 2006: Uwe!!! Das Beste aus 20 Jahren!
- 2009: Meine Herzwunschliste – My Grown up Christmas List
- 2013: They Can't Take That Away From Me
- 2014: Ich Bin Was Ich Bin – Meine großen Musicalerfolge

Musical-Alben und -Singles
- 1991: Les Misérables
- 1992: Elisabeth (Cast-Album Wien)
- 1993: Die Schatten werden länger (Maxi-Single)
- 1995: Miss Saigon
- 1996: Sunset Boulevard (Maxi-Single)
- 1996: Sunset Boulevard (Cast-Album Niedernhausen)
- 1997: Die Schöne und das Biest (Maxi-Single)
- 1998: Die Schöne und das Biest (Cast-Album Stuttgart)
- 1998: Highlights of Cabaret and More
- 1999: Mozart!
- 2001: Elisabeth (Cast-Album Essen)
- 2002: Elisabeth – 10th anniversary concert
- 2002: Bezauberndes Fräulein
- 2005: The Wild Party
- 2005: 3 Musketiere – Das Musical
- 2005: Das Phantom der Oper
- 2006: Rebecca (Cast-Album Wien)
- 2007: Rebecca (Live-Gesamtaufnahme Wien)
- 2008: Dracula – Das Musical
- 2009: Rudolf – Affaire Mayerling (Live-Gesamtaufnahme Wien)
- 2009: Rudolf – Affaire Mayerling (Cast-Album Wien)
- 2012: The Sound of Music
- 2014: The Addams Family – Das Broadway Musical
- 2014: Der Besuch der alten Dame
- 2016: Monty Python's Spamalot
- 2017: Nostradamus
- 2019: Heidi – Das Musical

Kollaborationen:
- 2005: Maricel – Stärker
- 2006: Marika Lichter – Zeitlos
- 2008: Anna Maria Kaufmann – Musical Diva

Gastbeiträge:
- 1993: Music From The Heart Of Europe
- 1993: Musical? – Oh My God...
- 1993: Highlights – Die faszinierende Welt des Musicals
- 1994: Peter Weck präsentiert die Highlights aus der Welt der Musicals
- 1995: Living Water
- 1995: Musical Christmas in Vienna
- 1996: In Love With Musical
- 1997: Still in Love With Musical
- 1997: Musical Musical
- 1998: Elisabeth – Musik einer Epoche
- 1998: Kaiserin Elisabeth Melodien
- 1999: Alles Musical
- 1999: Music of the Night
- 2000: Die fantastische Welt der Musicals
- 2000: Alles Musical – Vol. 2
- 2001: In Love With Musical Again
- 2002: Arena der Stars
- 2003: ORF Willkommen Österreich
- 2004: Best Of Musical!
- 2004: Musicalstars Singen ABBA-Hits!
- 2005: ZDF – Die größten Musical Hits
- 2005: Musical Stars
- 2006: Nur Das Beste – Die Schönsten Musicalhits
- 2006: Musical Stars Volume 2
- 2006: HANDS of LOVE
- 2006: Best of Musical Vol. 2
- 2007: Musical! Die Show
- 2008: Musical-Showstar 2008 – Die erfolgreichsten Musical-Hits aller Zeiten
- 2010: Giganten des Musicals – Das Weihnachtsalbum
- 2010: Superstars des Musicals
- 2010: A Musical Christmas
- 2010: The Best Of Musical Hits
- 2011: Mondrean
- 2011: Musical Classics
- 2013: The Best Of Musical Hits
- 2013: Style Up Your Life! Vol. 2
- 2015: Superstars des Musicals Vol. 2
- 2015: Super Musical Hits

## Hörspiele
- 1993: Die Knickerbocker Bande – Treffpunkt Geisterbahn – als Baron Z

## Fernsehauftritte
- 2008: Musical Showstar 2008 – als Jurymitglied
- 2011: Dancing Stars – als Teilnehmer

## Film- und Fernsehen
- 1993: Die liebe Familie (Fernsehserie, Folge 14x7 Verwandte sind überall)
- 1994: Polizeiruf 110 (Fernsehserie, Folge 164 Lauf, Anna, lauf!)
- 1995: Kommissar Rex (Fernsehserie, Folge 1x9 Amok)
- 1995: Ein Richter zum Küssen
- 2004: Der Ferienarzt (Fernsehserie, Folge 1x3 Der Ferienarzt … in der Wachau)

## Synchronsprecher
- 1992: Die Zeitungsjungen (Newsies) – als Jack Kelly
- 2004: Das Phantom der Oper (The Phantom of the Opera) – als Phantom

## DVDs
- 2004: Musical Concert DIVA 2004 – Maki Ichiro & Co.
- 2005: Das Phantom der Oper
- 2009: Rudolf – Affaire Mayerling
- 2010: Absolut Uwe